# Fromagerie de l’Ermitage

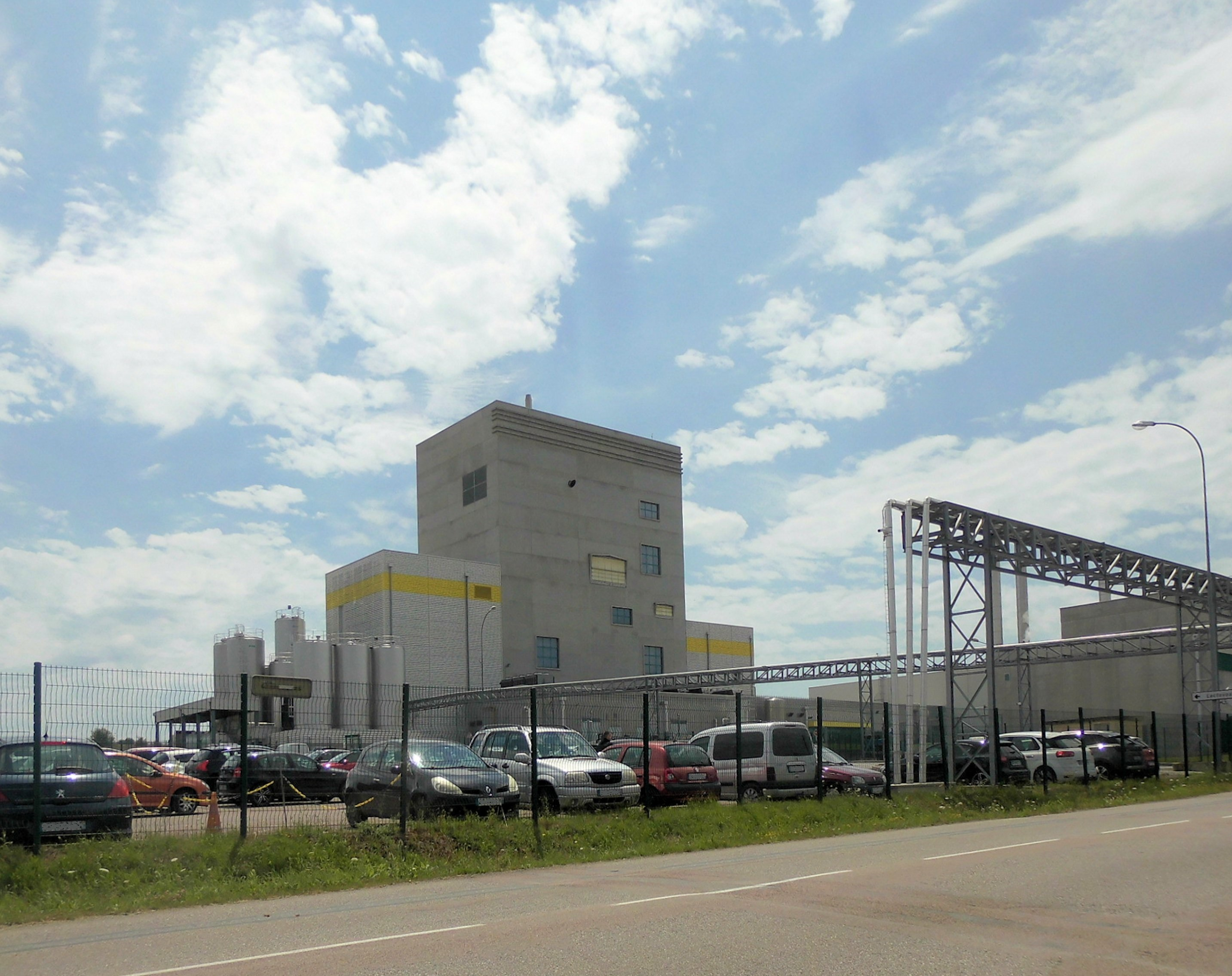
„Lactovosges“, Sprühtrocknungsanlage zur Herstellung von Molkepulver innerhalb der Fromagerie de l’Ermitage

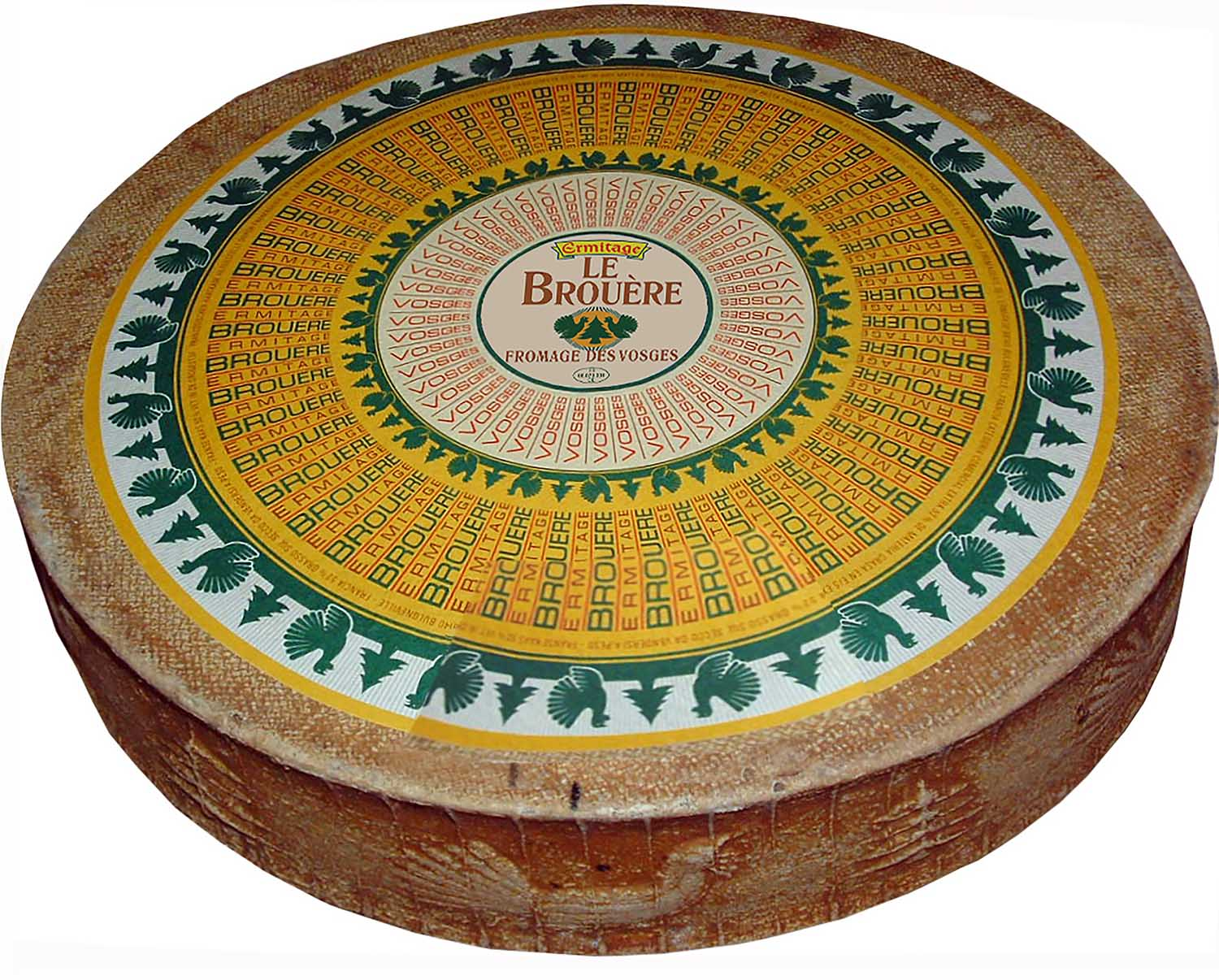
Ein Laib der von der Fromagerie de l’Ermitage produzierten Käsesorte Brouère

Fromagerie de l’Ermitage - Union Laitière Vittelloise ist eine französische, auf Käseherstellung spezialisierte Agrargenossenschaft (Société Coopérative Agricole) mit Hauptsitz in der Gemeinde Bulgnéville im Arrondissement Neufchâteau des ostfranzösischen Départements Vosges.

## Geschichte
Der 1931 von 211 Mitgliedern in Sandaucourt gegründeten Genossenschaft coopérative laitière et fromage  gehören heute rund 1000 Mitglieder an. 1956 wurde eine neue Käserei in Sandaucourt errichtet und die Genossenschaft umfirmiert in Union laitière vitelloise. 1979 wurde die Marke Ermitage eingeführt. 1992 erfolgte eine Ausweitung durch die Übernahme von Käsereien in der Franche-Comté. 1997 wurden die einzelnen Produktionsstätten zur Unternehmensgruppe Ermitage zusammengeführt.  

## Geschäftstätigkeit
Die neun Produktionsstätten der Ermitage-Gruppe befinden sich in Bulgnéville, Rochesson, Santoche bei Clerval, Vercel, Lavernay, Guyans-Durnes, Les Fourgs, Port-Lesney und Poligny. Sie verarbeiten jährlich insgesamt 450 Millionen Liter Milch aus den Erfassungsgebieten Franche-Comté und Vogesen zu 55.000 Tonnen Käse verschiedener Sorten. Ein großer Teil davon (40 %) wird unter Eigenmarken des Handels vermarktet, 18 % ist AOC-Käse. Im Geschäftsjahr 2013 konnte mit 922 Arbeitskräften ein Umsatz von 348 Millionen Euro erzielt werden.
Aus Gründen der Diversifikation wurde im Jahr 2014 mit dem Bau einer Sprühtrocknungsanlage zur Herstellung von Molkepulver begonnen, das von der zuvor gegründeten Tochtergesellschaft Lactovosges hauptsächlich nach China exportiert werden sollte. Der neue Geschäftszweig nahm 2015 seine operative Tätigkeit auf.